# Microplaque de la Gonâve

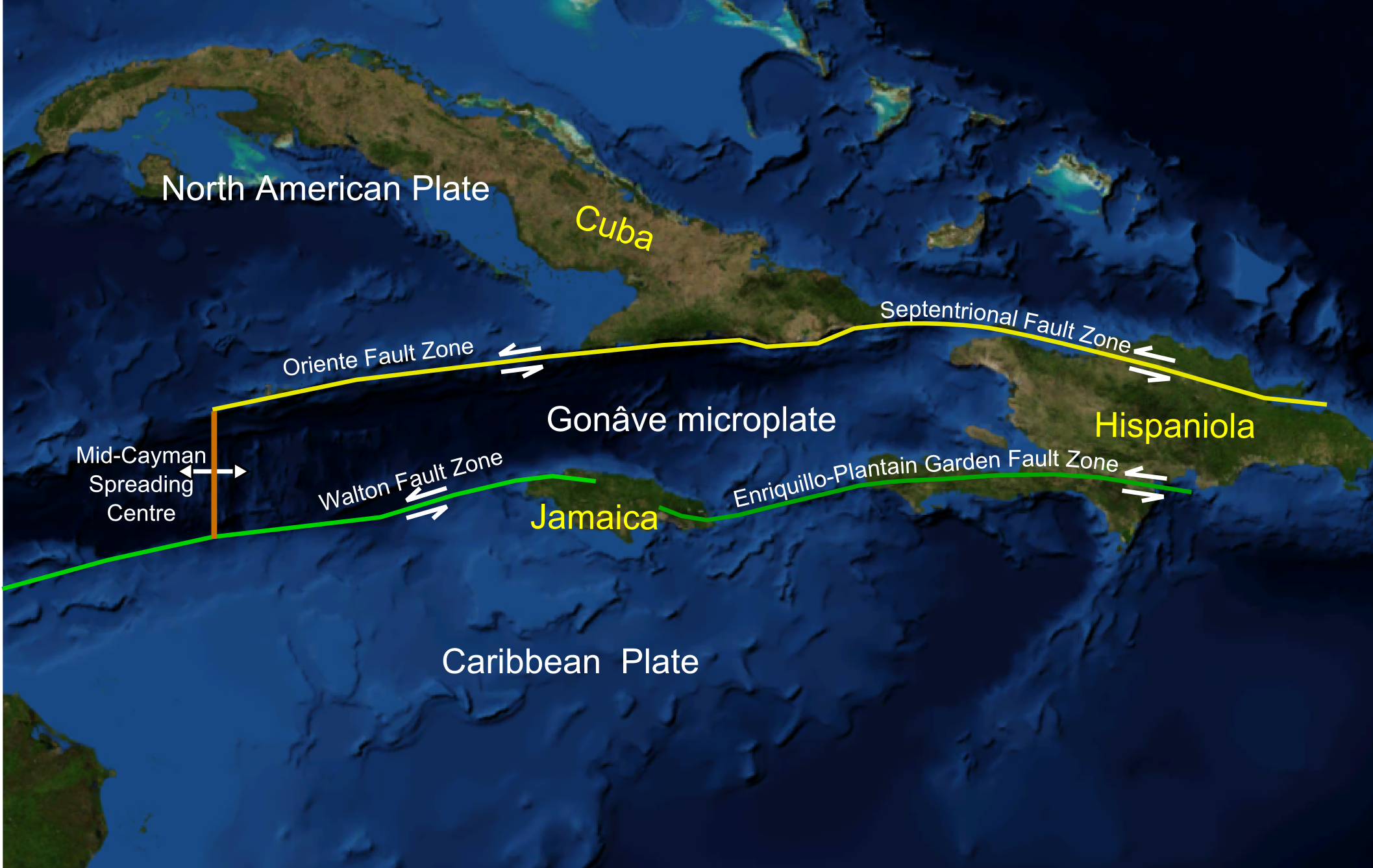
La microplaque de la Gonâve, montrant les zones de failles qui la délimitent

La microplaque de la Gonâve est une partie de la frontière entre la plaque nord-américaine et la plaque caraïbe . Elle est délimitée à l'ouest par la dorsale Mid-Cayman, au nord par la zone de faille Septentrional-Oriente et au sud par la zone de faille Walton et la zone de faille Enriquillo–Plantain Garden. L'existence de cette microplaque a été proposée pour la première fois en 1991, puis a été confirmée par des mesures GPS, qui montrent que le déplacement global entre les deux plaques principales est réparti presque également entre les zones de failles transformantes qui délimitent la microplaque de la Gonâve. Dans le futur, la microplaque devrait probablement fusionner à la plaque nord-américaine.
C'est cette plaque qui a causé les séismes majeurs de 2010 et 2021 qui ont ravagé le sud d'Haïti.

## Étendue géographique
La microplaque de la Gonâve est une bande d'environ 1 100 km de long, constituée principalement de la croûte océanique de la fosse des Caïmans, mais comprenant du matériel d'arc insulaire à son extrémité orientale sur la partie ouest d'Hispaniola. Plus à l'est, une microplaque d'Hispaniola distincte a été identifiée. À son extrémité ouest, la microplaque de la Gonâve est délimitée par la dorsale Mid-Cayman. Au nord, elle est délimitée par la zone de faille Septentrional-Oriente et au sud par un système de failles décrochantes plus complexe qui comprend la faille Walton et la zone de faille Enriquillo-Plantain Garden. À mesure que les limites nord et sud s'approchent du bord oriental de la plaque caraïbe, elles deviennent moins distinctes et sa limite orientale n'est pas aussi bien définie.

## Découverte
La présence d'une microplaque de la Gonâve distincte a été suggérée pour la première fois par l'analyse des résultats du sonar à balayage latéral de la fosse des Caïmans. Cette étude a trouvé des preuves de failles transformantes continues le long du flanc sud de la fosse, des deux côtés du centre d'étalement. Les données GPS confirment l'existence de la microplaque en montrant que le mouvement relatif entre les plaques nord-américaine et caribéenne est réparti presque également entre les deux systèmes de failles de transformation qui la bordent. La comparaison de ces taux avec les observations d'anomalies magnétiques dans la fosse des Caïmans suggère que le déplacement est de plus en plus transféré du système de failles nord vers celui du sud. Cette observation est cohérente avec la probable accrétion future de la microplaque de la Gonâve à la plaque nord-américaine.

## Histoire

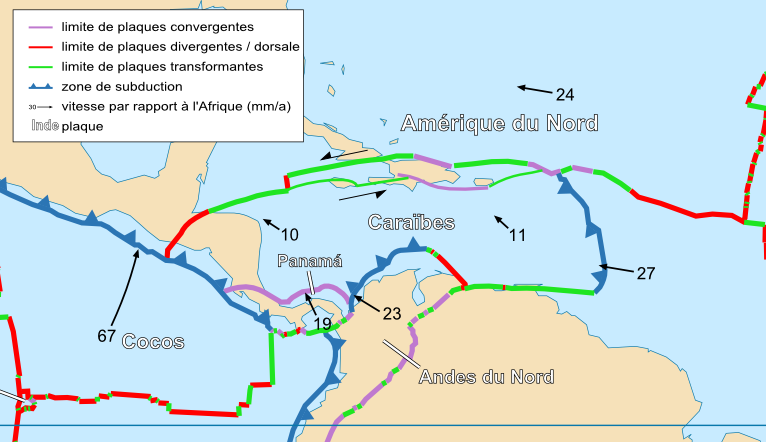
Plaque des Caraïbes et plaques environnantes

La microplaque de la Gonâve a commencé à se former au début de l'Éocène après que la partie nord du bord d'attaque de la plaque des Caraïbes (aujourd'hui Cuba ) est entrée en collision avec la plate-forme des Bahamas. Cette partie de la plaque n'a pas pu se déplacer plus à l'est et un système de failles transformantes s'est développé au sud, coupant efficacement cette zone nord et l’accrétant à la plaque nord-américaine. Un grand décalage à gauche s'est formé le long de cette zone juste à l'est de la péninsule du Yucatán, créant un bassin d'écartement, qui a continué à s'étendre jusqu'à ce que commence l'expansion du fond océanique, créant le centre d'étalement des Caïmans. Un mouvement supplémentaire sur ce système de failles a créé la fosse des Caïmans, bien qu'à cette époque la future microplaque soit encore fermement attachée à la plaque des Caraïbes. Au Miocène supérieur, la partie de la plaque des Caraïbes formée par Hispaniola a commencé à entrer en collision avec la plate-forme des Bahamas et un nouveau système de failles décrochantes s'est développé à travers la Jamaïque et le sud d'Hispaniola, la zone de faille Enriquillo-Plantain Garden, isolant une partie de la fosse des Caïmans et la partie centrale d'Hispaniola pour former la microplaque de la Gonâve. Il a été suggéré que la microplaque de la Gonâve s'accrétera également sur la plaque nord-américaine, lorsque tout le déplacement des limites de la plaque se transférera sur le système de failles sud.